# Achatinella apexfulva
Achatinella apexfulva es una especie extinta de molusco gasterópodo de la familia Achatinellidae en el orden de los Stylommatophora.

## Distribución geográfica
Esta especie era endémica de Hawái. En abril de 2011, se informó de que la especie había sido reducido a un solo individuo en cautiverio. Sin embargo, en 1 de enero de 2019, la última Achatinella apexfulva conocida de las islas hawaianas, "George", murió. George tenía aproximadamente catorce años y su nombre se deriva de la tortuga de las Islas Galápagos en la Isla Pinta, "Solitario George", también la última de su especie. A pesar de esto, sigue siendo considerada una especie en peligro crítico de extinción en la lista Roja de la UICN.